# Ара-Іля
Ара́-Іля́ (рос. Ара-Иля) — село у складі Дульдургинського району Забайкальського краю, Росія. Адміністративний центр та єдиний населений пункт Ара-Ілинського сільського поселення.

## Населення
Населення — 339 осіб (2010; 349 у 2002).
Національний склад (станом на 2002 рік):
- росіяни — 91 %